# Bais City
Bais City ist eine philippinische Stadt (Component City) in der Provinz Negros Oriental. Bais City liegt 48 km von der Provinzhauptstadt Dumaguete City entfernt.

## Geografie
Im Gebiet von Bais City gibt es zwei Meeresbuchten, wovon sich so eine Erklärung auch der Name Bais ableitet. Die südlichere Bucht trägt den Namen Bais-Bucht, in ihr liegt die Insel Talabong. Die Küste ist meist von Mangroven bedeckt, deren Bestand durch die steigende Bevölkerungszahl gefährdet ist.
Der Küste vorgelagert sind Korallenriffe.
Am Rande des Stadtzentrums fließt der Fluss Pelarta. Es gibt eine Kontroverse darüber, ob der Name Bais von den Aalen in diesem Fluss, in der Sprache der Einheimischen bais, abgeleitet ist.
Das Wasser des Flusses wird für die Bewässerung der nahegelegenen Zuckerrohrfarmen genutzt. Diese Bewässerung ist unbedingt notwendig für den Erfolg des Zuckerrohranbaus in diesem Gebiet.
Der Fluss hat auch einen großen Einfluss auf die städtische Geografie, da in den Mangroven Sedimente, während der früher jährlichen Hochwassersaison, abgelagert wurden. Die ehemaligen Mangrovensümpfe fielen dadurch trocken und können nun besiedelt werden. In den späten 1970er Jahren wurde unter der Regierung von Genaro Goni ein Flutkontrollsystem eingerichtet. Dieses Flutkontrollsystem schließt das Stadtzentrum und das tief gelegene Umland ein und vermindert die Zahl und Heftigkeit der Überschwemmungen während der Regenzeit.

## Religionen
Die dominierende Glaubensrichtung in Bais ist der Katholizismus.

## Kultur
Jährlich am 10. September findet zu Ehren des Ortsheiligen Nikolaus von Tolentino ein Fest (fiesta) statt. Dieses Fest geht auf die Zeit der spanischen Kolonialherrschaft zurück. Aus diesem Anlass bereiten die Einwohner Bais für alle Besucher Mahlzeiten. Dies ist eine Tradition, die auch an vielen anderen Orten der Philippinen zu finden ist. Ebenso werden Madrigale und Paraden veranstaltet.

## Wirtschaft
Bais City ist der größte Zuckerproduzent in der Provinz Negros Oriental. Es gibt zwei Zuckermühlen in der Stadt; die Central Azucarera de Bais wurde im frühen 20. Jahrhundert vom spanischen Unternehmen Tabacalera gegründet und ist eine der ältesten Zuckermühlen des Landes. Die andere Zuckermühle ist die der United Robina Sugar Milling Corporation (URSUMCO) (früher  United Planters Milling Corporation (UPSUMCO)) und wurde in den 1970er Jahren von der Marubeni Corporation aus Japan als Projekt der Ignacio Montenegro, die ebenfalls spanische Wurzeln hat, gebaut.

## Baranggays
Bais City ist politisch in 35 Barangays unterteilt.
| - Barangay I (Pob.) - Barangay II (Pob.) - Basak - Biñohon - Cabanlutan - Calasga-an - Cambagahan - Cambaguio - Cambanjao - Cambuilao - Canlargo - Capiñahan | - Consolacion - Dansulan - Hangyad - La Paz - Lo-oc - Lonoy - Mabunao - Manlipac - Mansangaban - Okiot - Olympia - Panala-an | - Panam-angan - Rosario - Sab-ahan - San Isidro - Katacgahan (Tacgahan) - Tagpo - Talungon - Tamisu - Tamogong - Tangculogan - Valencia |